# Lamprolonchaea smaragdi
Lamprolonchaea smaragdi är en tvåvingeart som först beskrevs av Walker 1849.  Lamprolonchaea smaragdi ingår i släktet Lamprolonchaea och familjen stjärtflugor. Inga underarter finns listade i Catalogue of Life.